# Shawn Beveney
Shawn Beveney (ur. 27 marca 1982 w Georgetown) – gujański piłkarz występujący na pozycji ofensywnego pomocnika.

## Kariera klubowa
Beveney karierę piłkarską rozpoczynał w zespole Western Tigres FC z siedzibą w stołecznym mieście Georgetown. W 2004 roku zwyciężył z tym zespołem w lidze regionalnej, natomiast wiosną 2006 wyjechał do Trynidadu i Tobago, podpisując umowę z North East Stars. Po pół roku przeszedł do angielskiego zespołu Dulwich Hamlet, występującego na ósmym poziomie rozgrywek – Isthmian League. W tej samej lidze reprezentował także barwy Kingstonian i Cray Wanderers. Zanotował także epizod w szóstoligowym Lewes, z Conference South. Po czterech latach spędzonych w Anglii powrócił do Trynidadu i Tobago, gdzie został zawodnikiem Caledonia AIA. Z tą drużyną w sezonie 2010/2011 wywalczył wicemistrzostwo kraju.

## Kariera reprezentacyjna
W seniorskiej reprezentacji Gujany Beveney zadebiutował jako kapitan, 28 lutego 2004 w przegranym 0:5 spotkaniu z Grenadą, wchodzącym w skład eliminacji do Mistrzostw Świata 2006, na które jego drużyna ostatecznie się nie zakwalifikowała. Premierowego gola w kadrze narodowej strzelił w 2006 roku. Wystąpił w dwóch spotkaniach w ramach eliminacji do Mistrzostw Świata 2010, nieudanych dla Gujańczyków. Brał także udział w kwalifikacjach do Mistrzostw Świata 2014, gdzie wpisał się na listę strzelców w wygranej 2:0 konfrontacji z Barbadosem.